# پژوهشکده حقوقی شهر دانش
پژوهشکده حقوقی شهر دانش، با نام «مؤسسه مطالعات و پژوهش‌های حقوقی شهر دانش» در سال 1373 تأسیس شد، این پژوهشکده یک مؤسسه غیردولتی و پژوهشی در حوزه حقوق است. فعالیت رسمی آن از سال 1377 آغاز شد.

## اهداف و مأموریت‌ها
هدف از تأسیس پژوهشکده، انجام پژوهش‌ در حوزه معارف، فنون و دانش حقوق، مطالعه تجارب حقوقی ایران، دیگر کشورها و نظام‌های حقوقی مختلف و تعالیم شریعت اسلام اعلام شده است، تا زمینه توسعه نظام حقوقی کشور و مشارکت در نظم، صلح، امنیت و عدالت جهانی فراهم شود.

## مراحل توسعه و ساختار
در سال 1377، سه گروه پژوهشی در زمینه‌های حقوق خصوصی، حقوق جزا و جرم‌شناسی، حقوق عمومی و بین‌الملل، در قالب پژوهشکده تشکیل شدند. در سال 1383، پژوهشکده موفق به دریافت تأیید قطعی از شورای گسترش آموزش عالی وزارت علوم، تحقیقات و فناوری شد و نام مؤسسه در سال 1400 به «پژوهشکده حقوقی شهر دانش» تغییر یافت.

## حوزه‌های فعالیت

### انتشارات
فعالیت‌های انتشاراتی پژوهشکده از سال 1378 آغاز شد و اکنون به‌عنوان یکی از ناشران موفق کتاب‌های تخصصی حقوقی در کشور شناخته می‌شود. بسیاری از کتاب‌های منتشره بر مبنای تحقیقات داخلی یا ترجمه کتاب‌های حقوقی هستند. برخی از این کتاب‌ها به‌عنوان منابع درسی دانشگاهی مورد استفاده قرار می‌گیرند. استادی چون دکتر علی خالقی، دکتر حسین قربانیان، دکتر حسین سیمایی صراف، دکتر سید جمال سیفی و دکتر محسن محبی از نویسندگان انتشارات پژوهشکده حقوقی شهر دانش هستند. 

### نشریات علمی
پژوهشکده صاحب امتیاز و منتشر کننده چهار نشریه تخصصی حقوقی است. دو نشریه از نشریات پژوهشکده دارای درجه علمی ـ پژوهشی هستند. این نشریات در پایگاه‌های استنادی معتبر از جمله ISC، DOAJ، کوپرنیکوس، نورمگز و Magiran نمایه می‌شوند.

### کتابخانه‌ها

#### کتابخانه جامع تخصصی حقوق:
کتابخانه پژوهشکده در سال 1373تأسیس شد؛ هدف آن جمع‌آوری تمامی کتب و نشریات حقوقی فارسی و همچنین منابع خارجی و فقه اسلامی اعلام شده است. در سال 1393 کتابخانه رویکرد دیجیتال گرفته و منابع الکترونیکی گسترده شامل کتاب، مقاله، پایان‌نامه و مشروح مذاکرات مجلس را  جمع‌آوری کرده است. موجودی کتابخانه تا سال 1404 بالغ بر 20.000 جلد منابع فارسی و بیش از 226.000 منبع الکترونیکی است.

### دوره‌ها و کارگاه‌های آموزشی
در سال1392 گروه آموزشی پژوهشکده حقوقی شهر دانش با دعوت از اساتید، وکلا و قضات دادگستری برای برگزاری دوره‌ها و کارگاه‌های آموزشی شروع به کار کرد. این دوره‌ها با مجوز سازمان مدیریت و برنامه‌ریزی استان تهران برای آموزش ضمن خدمت نیز ارائه شده‌اند. از سال 1403دوره‌های آموزشی در قالب دانشسرای حقوقبرگزار می‌شوند.

### باشگاه اندیشه‌های حقوقی
در مهر 1402 باشگاه اندیشه‌های حقوقی راه‌اندازی شد. برنامه‌های این باشگاه شامل پادکست، گفتار حقوقی، گفت‌وگوهای تحلیلی، مجله اندیشه‌های حقوقی، نشست‌های حقوقی، معرفی رساله‌ها و پایان‌نامه‌ها، کتاب‌های ممتاز حقوقی و دیدگاه‌های حقوقی است.

### فروشگاه اینترنتی
انتشارات پژوهشکده آثار خود را از طریق فروشگاه آنلاین در وب‌سایت رسمی عرضه می‌کند. منافع فروشگاه اینترنتی پژوهشکده به تقویت فعالیت‌های پژوهشی آن اختصاص می‌یابد.

## اطلاعات تماس
پژوهشکده حقوقی شهر دانش در تهران، بلوار کریم‌خان زند، خیابان سنایی، خیابان نهم، نبش گیلان پلاک ۵ واقع است.
تلفن تماس: ۰۲۱-۸۸۸۱۱۵۸۱ 